# Cantonul Saint-Cyr-sur-Loire
Cantonul Saint-Cyr-sur-Loire este un canton din arondismentul Tours, departamentul Indre-et-Loire, regiunea Centru, Franța.